# 仙北市立角館小学校
仙北市立角館小学校（せんぼくしりつ かくのだてしょうがっこう）は、秋田県仙北市の旧角館町域にある公立小学校。

## 沿革
- 2006年（平成18年）9月28日 - 校舎建設着工。
- 2008年（平成20年）
  - 1月 - 校章制定。
  - 2月29日 - 校舎完成。
  - 4月1日 - 角館東・角館西・西長野の3小学校を統合し、開校。

## 主な進学先
- 仙北市立角館中学校

## アクセス
- 羽後交通「仙北警察署前」バス停から、徒歩約630m・約9分。
- JR東日本田沢湖線（秋田新幹線）・秋田内陸縦貫鉄道秋田内陸線角館駅から、
  - 徒歩約1.7km・約26分（最短ルート移動した場合）。
  - 車で約1.8km・約3分。
  - 羽後交通仙北市循環バスと稲沢線に乗車し、「仙北警察署前」バス停下車後、徒歩。

## 周辺
- 桧木内川
- 秋田県警察 仙北警察署
- 大曲仙北広域市町村圏組合 角館消防署
- よねや 角館店
- 薬王堂 秋田角館店